# Tephrosia interrupta
Tephrosia interrupta là một loài thực vật có hoa trong họ Đậu. Loài này được Engl. miêu tả khoa học đầu tiên.